# Passalora bolleana
Passalora bolleana är en svampart som först beskrevs av Thüm., och fick sitt nu gällande namn av U. Braun 1995. Passalora bolleana ingår i släktet Passalora och familjen Mycosphaerellaceae.   Inga underarter finns listade i Catalogue of Life.